# Храм Успения Пресвятой Богородицы (Моршанск)
Храм Успения Пресвятой Богородицы (Успенская церковь) — старообрядческий православный храм в городе Моршанске Тамбовской области. Относится к Московской епархии Русской православной старообрядческой церкви.

## История
Одним из центров старообрядчества Белокриницкой иерархии до революции был город Моршанск. После 1905 года старообрядцам было дозволено строить новые храмы.
Храм был заложен в 1913 году по благословению неокружнического епископа Калужского Иоасафа. Финансирование строительства осуществляла супруга богатейшего моршанского купца А. А. Смесова — Мария Ивановна.
29 ноября 1914 года храм был освящен неокружническим епископом Московским Кононом.
В церкви был установлен великолепно украшенный четырёхъярусный золоченый иконостас. Старообрядцы жертвовали для храма ценные иконы и богослужебные книги XVII—XVIII вв.
После октябрьской революции 1917 года, на моршанских старообрядцев обрушились гонения. В 1924 году из церкви было изъято и передано в краеведческий музей уникальное собрание икон.
Сам храм был закрыт в 1929 году под предлогом того, что в городе и так много церквей, «которых, помимо старообрядческой церкви, вполне достаточно для обслуживания верующих в Моршанске». Часть сокровищ Успенской церкви было передано в Моршанский историко-художественный музей, часть — в Тамбовский областной краеведческий, а что-то утеряно безвозвратно. В 1930-е годы здание церкви выполняло роль запасников хранилища музея.
В 1960-е годы церковь превратили в продуктовый магазин. Открывая тяжелую дверь, покупатели сразу же попадали в алтарь.
Начиная с 1988 года, отдел культуры и городской историко-художественный музей неоднократно обращались в исполком Моршанского горсовета с просьбами о закрытии продуктового магазина и передаче здания на баланс отдела культуры. 12 декабря 1990 года было принято решение о передачи здания на баланс отдела культуры.
С 1991 по 1996 года проводились ремонтно-восстановительные работы.
В конце 1990-х годов старообрядцы Моршанска стали добиваться возвращения храма. В 2001 году была зарегистрирована местная община Успения Пресвятой Богородицы Русской Православной Старообрядческой Церкви города Моршанска и получили разрешение на использование храма.
Уже через две недели, храм вновь был отобран у верующих, что было объяснено близостью к церковному зданию жилых домов. Возвращение храма растянулось на 13 лет.
15 января 2013 года в администрации Тамбовской области состоялась встреча митрополита Московского и всея Руси Корнилия с губернатором области Олегом Бетиным.
17 августа 2014 года митрополит Корнилий (Титов) освятил Успенскую церковь. Ему сослужили настоятель храма иерей Никола Бобков, протоиереи Алексий Михеев, Артемон Шендригайлов, иерей Александр Маслов, протодиакон Виктор Савельев, диакон Владимир Кондратов, шесть чтецов и три священносца. Затем старообрядцы Моршанска совершили крестный ход по улицам города, затем состоялась архиерейская литургия.